# Rua da Betesga

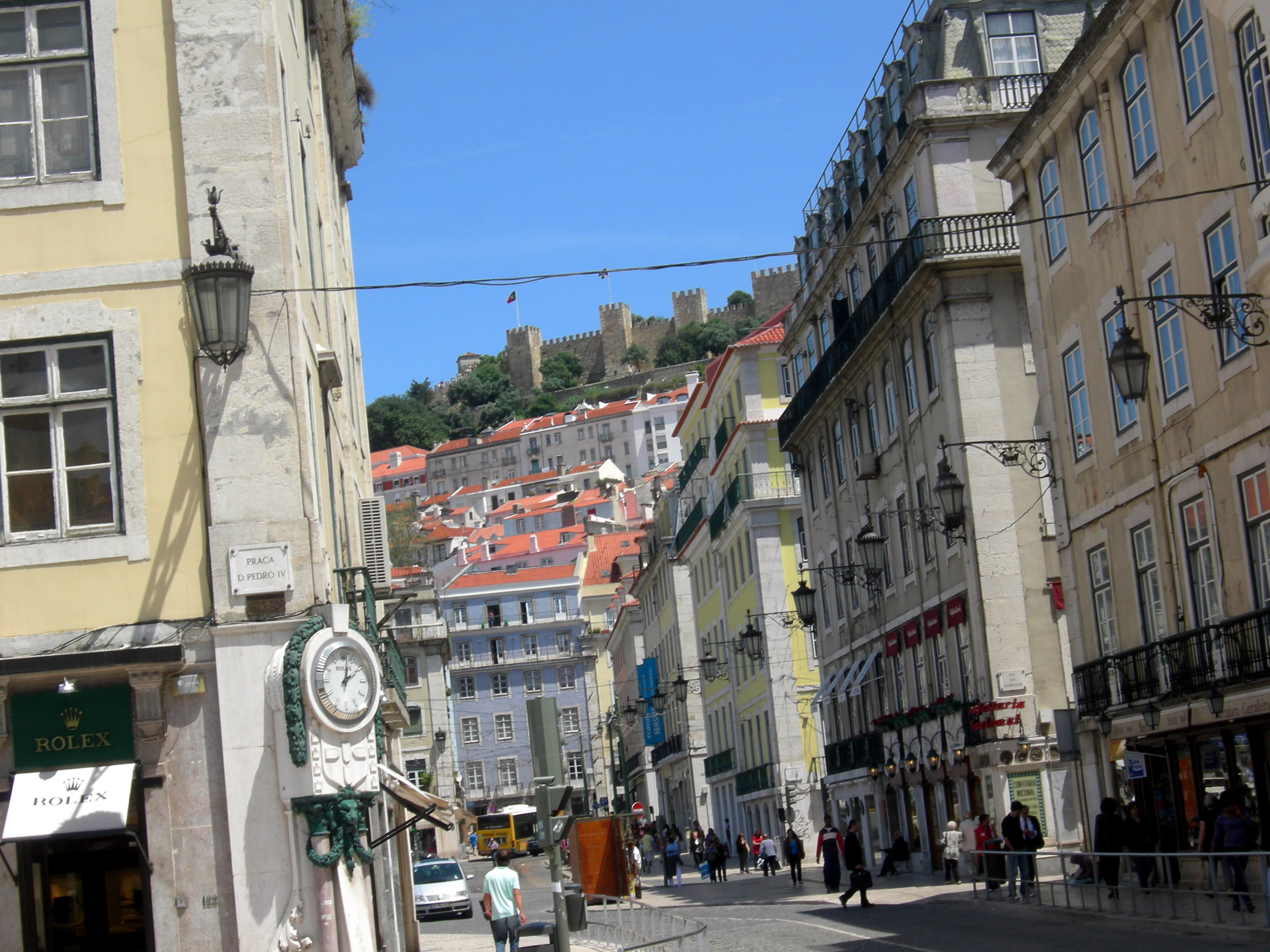
A Rua da Betesga, ligando o Rossio e a Praça da Figueira pelo lado sul.

A rua da Betesga é uma pequena rua da cidade de Lisboa que liga a Praça da Figueira à do Rossio.
Apesar de tida como a mais pequena rua de Lisboa, tem exatamente as mesmas dimensões que a vizinha Rua do Amparo, a norte, que igualmente liga as duas praças, num traçado retangular.

## Origem
Betesga significa beco, pelo que provavelmente a rua teve origem numa antiga ruela que existia no local antes do Terramoto de 1755.

## Meter o Rossio na Betesga
«Meter o Rossio na Betesga» ou «meter o Rossio na rua da Betesga» ou ainda «Colocar o Arco da Rua Augusta na Rua da Betesga», é uma expressão genérica muito usada em Portugal que significa fazer algo impossível, dado os tamanhos respetivos.